# Дьордь Комаромі
Дьордь Комаромі (угор. György Komáromi, нар. 19 січня 2002) — угорський футболіст, нападник клубу «Академія Пушкаша».

## Клубна кар'єра
Народився 19 січня 2002 року. Вихованець футбольної школи клубу «Академія Пушкаша».
У дорослому футболі дебютував 2019 року виступами за команду «Чаквар», у якій того року взяв участь у 7 матчах чемпіонату. У складі «Чаквара» був одним з головних бомбардирів команди, маючи середню результативність на рівні 0,43 гола за гру першості.
До складу клубу «Академія Пушкаша» приєднався 2019 року. Станом на 28 грудня 2021 року відіграв за клуб з Фельчута 39 матчів в національному чемпіонаті.

## Виступи за збірні
У 2018 році дебютував у складі юнацької збірної Угорщини (U-16), загалом на юнацькому рівні взяв участь у 17 іграх, відзначившись 5 забитими голами.
З 2021 року залучається до складу молодіжної збірної Угорщини. На молодіжному рівні зіграв у 4 офіційних матчах.